# Racopilum siamense
Racopilum siamense är en bladmossart som beskrevs av Hugh Neville Dixon 1932. Racopilum siamense ingår i släktet Racopilum och familjen Racopilaceae. Inga underarter finns listade i Catalogue of Life.